# Saison 1 de La Vie de famille
Chronologie
Saison 2
Cet article présente la première saison de la sitcom américaine La Vie de famille (Family Matters).

## Distribution

### Acteurs principaux
- Reginald VelJohnson (VF : Marc Cassot) : Carl Otis Winslow
- Jo Marie Payton-Noble (VF : Claude Chantal) : Harriette Winslow
- Darius McCrary (VF : Adrien Antoine) : Edward « Eddie » James Arthur Winslow
- Kellie Shanygne Williams (VF : Sarah Marot) : Laura Lee Winslow
- Jaimee Foxworth (VF : Patricia Legrand) : Judith « Judy » Winslow
- Rosetta LeNoire (VF : Jane Val) : Estelle « Mamie » Winslow
- Joseph et Julius Wright : Richie Crawford
- Telma Hopkins : Rachel Crawford

### Acteurs récurrents
- Jaleel White : Steve Urkel

### Invités
- Randy Josselyn (en) : Rodney Beckett
- Ebonie Smith (arz) : Penny Peyser
- Valerie Jones : Judy Winslow (pilote)

## Liste des épisodes

### Épisode 1:Devine qui vient dîner?
- États-Unis : 22 septembre 1989 sur ABC

- Valerie Jones (Judy Winslow)

### Épisode 2:Quelle famille!
- États-Unis : 29 septembre 1989 sur ABC

- Larry Block (en) (Mr Seeger)

### Épisode 3:Les Économies
- États-Unis : 6 octobre 1989 sur ABC

### Épisode 4:Premier rendez-vous
- États-Unis : 13 octobre 1989 sur ABC

- Peter Fitzsimmons (Alan)

### Épisode 5:La Cérémonie des notes
- États-Unis : 20 octobre 1989 sur ABC

- Randy Josselyn (Rodney Beckett)

### Épisode 6:Être ou ne pas être basketteur
- États-Unis : 3 novembre 1989 sur ABC

- Jacques Apollo Bolton (Will "The Thrill" Morgan)

### Épisode 7:Rachel reine du chalumeau
- États-Unis : 10 novembre 1989 sur ABC

### Épisode 8:Le Bricoleur
- États-Unis : 17 novembre 1989 sur ABC

- Susan Merson (Sylvia)

### Épisode 9:Surveillance de nuit
- États-Unis : 24 novembre 1989 sur ABC

- Olivia Brown (Vanessa)
- Ken Foree (High Top)
- J.W. Smith (Jake)

### Épisode 10:L'Arrestation
- États-Unis : 28 novembre 1989 sur ABC

- Thom Adcox-Hernandez (Roger)
- Neil Elliot (Stage Hand)
- Ron Glass (Buddy Goodrich)
- Justin Gocke (Teddy)
- Shawn Phelan (Mickey)

### Épisode 11:Souvenir de famille
- États-Unis : 8 décembre 1989 sur ABC

- Ann Ryerson (Brooke Nash)

### Épisode 12:L'Embarras du choix
- États-Unis : 15 décembre 1989 sur ABC

- Adam Jeffries (Mark)
- Ebonie Smith (Penny Peyser)
- Jaleel White (Steve Urkel)
- Keith Williams (Tyrone)

### Épisode 13:Le Meilleur Ami de l'homme
- États-Unis : 8 janvier 1990 sur ABC

### Épisode 14:Treize à la douzaine
- États-Unis : 11 janvier 1990 sur ABC

- Robert G. Lee (Phil)
- Seth Sieunarine (Desmond Smith)

### Épisode 15:Vingt ans après
- États-Unis : 23 janvier 1990 sur ABC

- Ellen Albertini Dow (Miss Gilbert)
- Sue Bugden (Irène)
- Louis Mustillo (Russell)
- Ken Page (Darnell Watkins)
- Ron Taylor (Darnell Coleman)
- Lou B. Washington (Darnell Clark)

### Épisode 16:Une boum explosive
- États-Unis : 3 février 1990 sur ABC

- Bruno Alexander (Un officier)
- Curtis Baldwin (Un joueur de football)
- Kendra Booth (Robin)
- Bentley Kyle Evans (Lamar)
- Shawn Harrison (Un garçon à la fête)
- Ron Kellum (Un danseur)
- John Lacy (Barry)
- Tyren Perry (Shirley)
- Billy "Sly" Williams (Ken)

### Épisode 17:Laura se dévoue
- États-Unis : 9 février 1990 sur ABC

- Gino Conforti (Maître)

### Épisode 18:Baby-sitting en famille
- États-Unis : 20 février 1990 sur ABC

- Christopher Fong (Enfant n°1)
- Jonathan Fong (Enfant n°2)
- Carlton McQueen (Jumeau Murphy n°1)
- Raymond McQueen (Jumeau Murphy n°2)
- Malachi Pearson (Rambo)
- Tim Russ (Jeff)
- Teddy Wilson (Capitaine Casper Davenport)

### Épisode 19:Combat singulier
- États-Unis : 23 février 1990 sur ABC

- Tom Henschel (Jimmy)
- Markus Redmond (Bull)
- Rick Scarry (Reporter)

### Épisode 20:Le Candidat
- États-Unis : 23 mars 1990 sur ABC

- Deonca Brown (Une jeune fille)
- Anael Edwards (Pam Mitchell)
- Rachel Griffin (Margie Flatman)

### Épisode 21:Les Quilles à la vanille
- États-Unis : 17 avril 1990 sur ABC

- Seth Sieunarine (Desmond Smith)

### Épisode 22:Le Clip vidéo
- États-Unis : 30 avril 1990 sur ABC

- Chance Quinn (Jerry)
- Bumper Robinson (Kyle)

## À propos de cette saison
- Joseph et Julius Wright sont absents des épisodes 6, 9, 10, 14, 15, 16, 19, 20 et 21.
- Jaimee Foxworth est absente de deux épisodes: l'épisode pilote, où le personnage de Judy Winwslow était interprétée par Valérie Jones, et l'épisode 6.
- Rosetta LeNoire est absente des épisodes 12, 13 et 14.
- Jaleel White n'apparaît qu'à partir de l'épisode 12 car, à la base, il ne devait apparaître que dans cet épisode, puis à la demande des téléspectateurs, le personnage de Steve Urkel, qu'il interprète, est revenu dans la série.